# Альянс за будущее Австрии
Альянс за будущее Австрии (нем. Bündnis Zukunft Österreich (BZÖ)) — австрийская политическая партия, основанная Йоргом Хайдером (Jörg Haider) и другими видными членами Австрийской партии свободы (АПС) 4 апреля 2005. За этим последовали раскол АПС (в ходе которого основатели Альянса были исключены из АПС, а вся партийная организация АПС в Каринтии последовала за своим харизматическим лидером, перешла в новую партию и стала её ядром), выход АПС из правительственной коалиции с Австрийской народной партией (АПС здесь заменил Альянс за будущее Австрии, располагавший постами двух министров и заместителя федерального канцлера) и падение популярности АПС на выборах в ландтаги. С другой стороны, Альянс за будущее Австрии не смог привлечь на свою сторону избирателей и показал на этих выборах ещё более низкие результаты. Причиной ухода Хайдера из партии послужили разногласия с Хайнцем-Кристианом Штрахе, Андреасом Мельцером.
6 апреля 2005 года устав партии был опубликован в официальном вестнике Wiener Zeitung.
На март 2009 года, после выборов в ландтаг Каринтии, было запланировано проведение партийного собрания, в ходе которого должен был быть избран новый лидер партии. Сначала единственным официальным претендентом на этот пост был Штефан Петцнер. Однако 15 ноября 2008 года на специальном партийном собрании в Клагенфурте была выдвинута кандидатура другого кандидата — Уве Шойха.
1 марта 2009 года состоялись выборы в ландтаг Каринтии, в ходе которых Альянс за будущее Австрии получил около 45 процентов голосов избирателей (что на 3 процента больше, чем во время прошлых выборов). Это позволило губернатору Каринтии Герхарду Дёрфлеру продолжить свои полномочия, которые были возложены на него после смерти бывшего губернатора Каринтии Йорга Хайдера.
13 сентября 2011 года был избран новый генеральный секретарь «Bündniskoordinator» партии — Маркус Фауланд.
После парламентских выборов 2013 года не представлен в нижней палате.
Эвальд Штадлер (ДЕП) и бывший лидер Штефан Петцнер были исключены из партии в октябре 2013 года за критику председателя Йозефа Бухера.
После земельных выборов 2018 года не представлен в ландтагах.